# Mostafa Chanaoui
Mostafa Chanaoui, né en1958 à Casablanca, est un homme politique marocain. Membre de l’Instance Décisionnelle de la Fédération de Gauche Démocratique, il est élu député dans la circonscription Casablanca-Anfa lors des élections législatives de 2016.
En 2024, une plainte est déposée à son encontre pour détournement des aides financières destinées aux victimes du séisme de 2023 au Maroc. En tant que secrétaire général du Syndicat national de la santé (SNS), affilié à la Confédération démocratique du travail (CDT), il est soupçonné d'avoir outrepassé les directives de cette dernière en insistant pour que les dons des adhérents du SNS soient directement déposés sur le compte bancaire personnel du trésorier du syndicat, d'où ils n'auraient pas été intégralement reversés. 